# Ophiomyia labiatarum
Ophiomyia labiatarum is een vliegensoort uit de familie van de mineervliegen (Agromyzidae). De wetenschappelijke naam van de soort is voor het eerst geldig gepubliceerd in 1937 door hering.